# ノエル・マメール

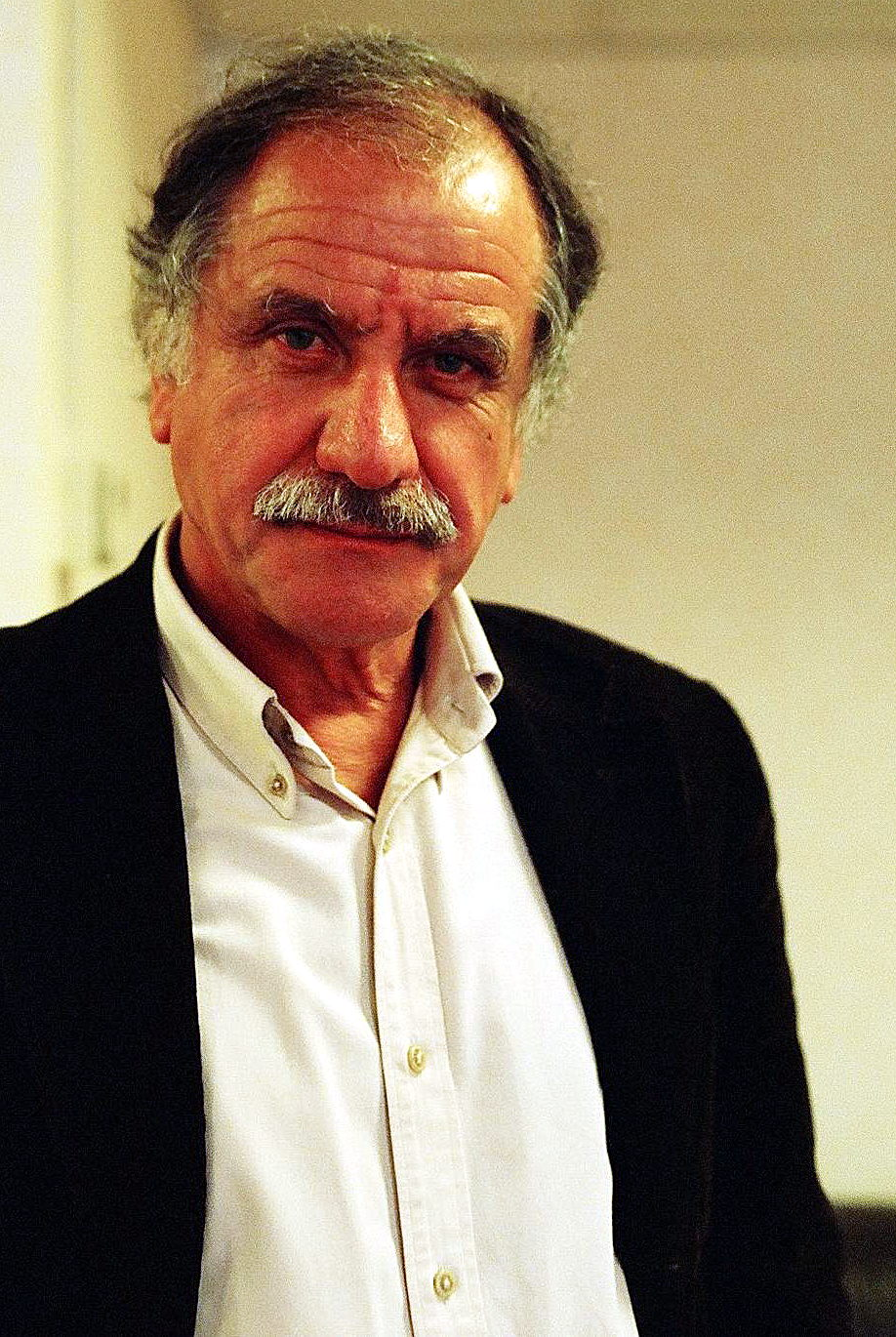
ノエル・マメール国民議会議員(2006年1月2日)

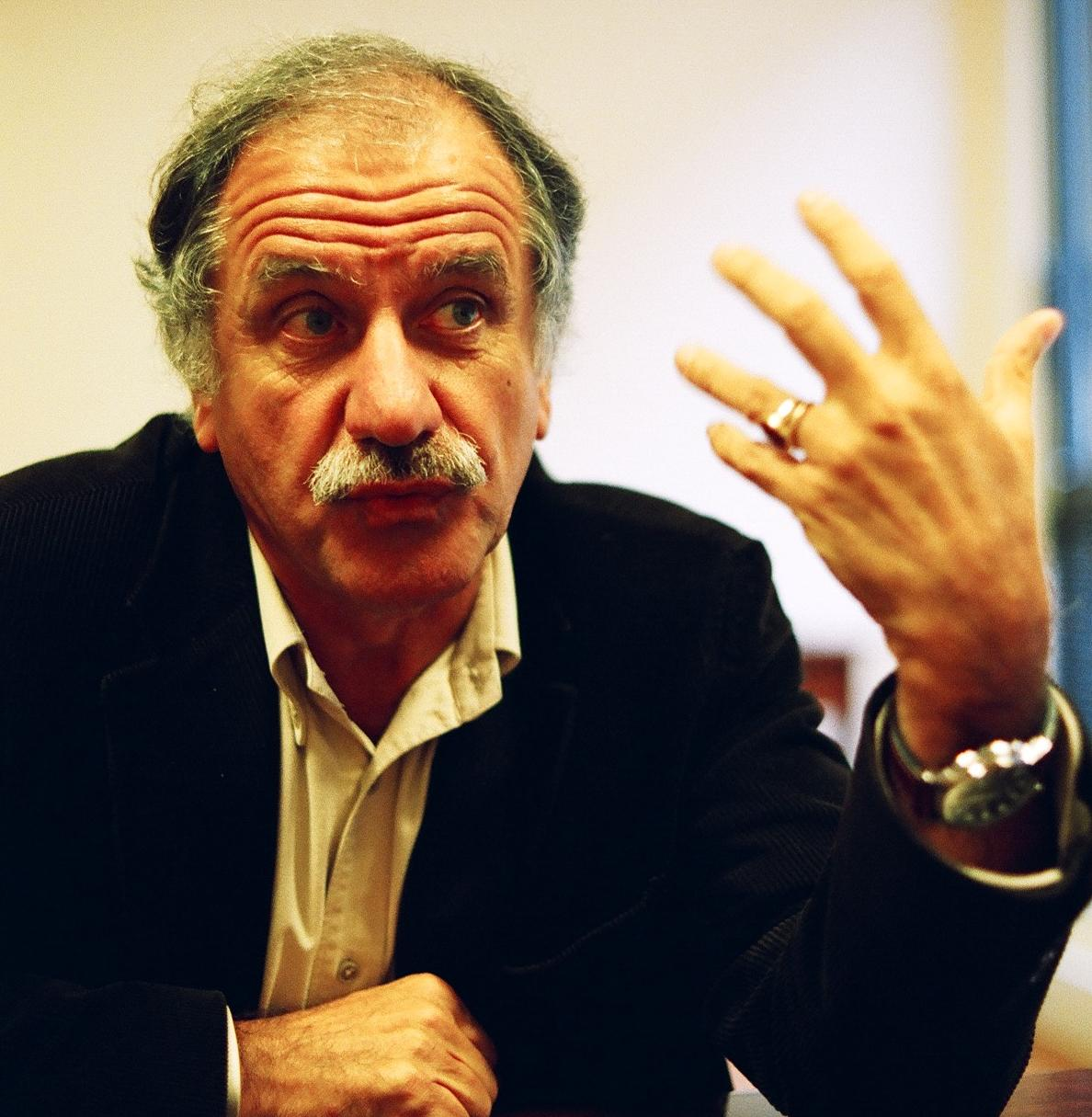
国民議会事務所でインタビューに応じるマメール市長, 2006年1月2日。

ノエル・マメール（Noël Mamère、1948年12月25日 - ）は、フランスのジャーナリスト、政治家。ヨーロッパ・エコロジー＝緑の党（EELV）所属の下院国民議会議員、ベグル市長。ジロンド県リブルヌ出身。
1980年代、アンテンヌ2（現フランス2）の午後のニュースなど、テレビのニュースキャスターとして活躍する。
1992年環境政党「環境世代」（エコロジー世代、Génération Écologie）のブリス・ラロンド党首の後任となるが、1994年党を除名される。その後、環境保護団体「環境・連帯一致」 Ecology-Solidarity Convergencesを設立し、1998年緑の党に入党する。
2002年フランス大統領選挙に緑の党から立候補し、149万5901票（5.25パーセント）を獲得した。1997年国民議会議員選挙(5月25日、6月1日投票)でジロンド県3区で初当選して以来、国民議会議員を務めており、1989年3月20日から同県ベグル（Bègles）市長を務めている。
2004年6月5日、男性同士の結婚を認め、論争を巻き起こした。（フランスにおける同性結婚 Same-sex marriage in Franceを参照）。マメールはヴィルパン内務相（当時）によって1ヶ月の停職を命じられた。
2012年国民議会議員選挙では6月10日の第一回投票で2万1840票(51,98%)を得て4選を果たしている（緑の党としては第一回投票で当選した唯一の候補）。 